# Kampire Dior
Der Kampire Dior ist ein Berg im Nordwesten des Karakorum-Gebirges.

## Lage
Der Kampire Dior befindet sich zentral im Batura Muztagh im pakistanischen Sonderterritorium Gilgit-Baltistan.
Der Berg erreicht eine Höhe von 7142 m (nach anderen Angaben 7068 m oder 7168 m). Der Berg erhebt sich am westlichen Ende des Baturagletschers. An seinem Westhang erstreckt sich der Karambargletscher in westlicher Richtung zum Karambar-Fluss.
8,6 km südöstlich befindet sich der Sani Pakush.

## Besteigungsgeschichte
Einer japanischen Expedition gelang am 14. Juni 1975 die Erstbesteigung des Kampire Dior über den Westgrat. 
Zu den Erstbesteigern gehören Kazushige Takami, Sakae Mori, Yoji Teranishi und Yasuhide Hayashi.
Der Name des Berges hat die Bedeutung „Haus der alten Frau“.

## Nebengipfel
2,1 km nordöstlich des Hauptgipfels befindet sich der 6572 m hohe Kampire Dior II (⊙). Dieser wurde 1986 über den Ostgrat erstbestiegen.